# Mar de Bismarck
El mar de Bismarck (en anglès Bismarck Sea) és un mar del sud-oest de l'oceà Pacífic, situat entre l'illa de Nova Guinea a l'oest i l'arxipèlag de Bismarck, que l'envolta pel nord-est, l'est i el sud; banya les costes de les illes de l'Almirallat, Nova Irlanda i Nova Bretanya.
La part nord-oest queda oberta a l'oceà, mentre que pel sud comunica amb el mar de Salomó a través de l'estret de Vitiaz. Igual que l'arxipèlag circumdant, fou batejat en honor del canceller alemany Otto von Bismarck. Les seves aigües, riques en jaciments de minerals sulfurosos, coure, zinc, plata i or, són planes i tranquil·les, i pertanyen a Papua Nova Guinea segons la llei marítima internacional. Les ciutats costaneres principals són Madang i Wewak a Nova Guinea i Kokopo a Nova Bretanya. Fou l'escenari de la principal derrota naval japonesa arran de la batalla del mar de Bismarck (març de 1943), durant la Guerra del Pacífic de la Segona Guerra Mundial.